# Ephedra regeliana
Ephedra regeliana är en kärlväxtart som beskrevs av Carl Rudolf Florin. Ephedra regeliana ingår i släktet efedraväxter, och familjen Ephedraceae. Inga underarter finns listade i Catalogue of Life.